# Uiterste grenstoestand
Bij constructieberekeningen wordt de uiterste grenstoestand (UGT) gecontroleerd. Dit is de toestand zoals die geldt tijdens extreme omstandigheden.
Er wordt hier gecontroleerd of er tijdens deze extreme omstandigheid geen verlies van draagvermogen van de constructie optreedt. Verlies van draagvermogen brengt immers de veiligheid van de gebruikers in gevaar. Verlies van draagvermogen kan optreden bij (tussen haakjes de benaming in de Eurocodes):
- breuk in de constructie (ook ten gevolge van vermoeiing) (FAT);
- extreme verplaatsingen van de constructie of constructiedelen (STR);
- verlies van evenwicht van een constructie (EQU);
- het grondmechanisch bezwijken van de funderingen (GEO).

Niet alleen de uiterste grenstoestand dient gecontroleerd te worden, ook de gebruikersgrenstoestand (BGT) moet nagekeken worden. Deze eerste zorgt ervoor dat de constructie niet instort, de tweede dat doorbuigingen en trillingen beperkt worden.
statische belasting ·
dynamische belasting

permanente belasting · 
veranderlijke belasting · 
bijzondere belasting ·
momentane belasting

uiterste grenstoestand · 
bruikbaarheidsgrenstoestand ·
belastingsfactor

puntlast · 
lijnlast · 
vlaklast · 
verhinderde vervorming